# Плам – Български кибрит
„Плам – Български кибрит“ е предприятие за производство на кибрит и увеселителна пиротехника в Костенец.

## История
Фабриката е построена през 1898 – 1900 г. от акционерно дружество „Безименно привилегировано дружество за производство на български кибрит“ с френско-белгийски капитали. Предприятието е в експлоатация от 1901 г. През 1943 г. е одържавено, а в 1974 – 1975 г. цехът за кибрит е построен на нова производствена площадка и модернизиран. През 1989 г. е преобразувано в държавна фирма „Плам“, а от 1992 г. е държавно акционерно дружество „Плам – Български кибрит“. Дружеството е приватизирано през 1997 г., като 58 % от капитала му е купен от „Суидиш Матч Груп“ – Швеция. Преименувано е на „Шведски кибрит Плам – България“. През 2002 г. започва производството на брикети, запалки и еднократни барбекюта, а от 2003 г. – на екоразпалки за камина и грил пакети. От 1 ноември 2012 г. фабриката е преименувана на „Юролайтнърз Плам България“ АД.